# Acarolella gentilis
Acarolella gentilis är en fjärilsart som beskrevs av Józef Razowski 1994. Acarolella gentilis ingår i släktet Acarolella och familjen vecklare. Inga underarter finns listade i Catalogue of Life.